# Zornia stirlingii
Zornia stirlingii är en ärtväxtart som beskrevs av Karel Domin. Zornia stirlingii ingår i släktet Zornia och familjen ärtväxter. Inga underarter finns listade i Catalogue of Life.